# Groupe RSW
Le groupe RSW inc. est une firme d'ingénieurs-conseil québécoise fondée en 1970. Considérée comme l'un des fleurons du génie-conseil québécois, la société dont le siège social est à Montréal a été intimement liée aux développements hydroélectriques d'Hydro-Québec, en particulier le projet de la Baie James. Depuis 2010, la société est une filiale du groupe américain Aecom.

## Histoire
Créée par les dirigeants québécois de la filiale montréalaise de la firme H. G. Acres, dont elle est à l'origine une filiale, l'entreprise ontarienne voulait donner un visage plus local à ses opérations au Québec en réponse aux politiques économiques nationalistes de l'époque. L'idée est promue par l'ingénieur Guy Saint-Pierre, vice-président de Acres (Québec), pressenti pour diriger la nouvelle société, en association avec François Rousseau, l'ancien ingénieur-chef d'Hydro-Québec, engagé par Acres au lendemain de sa retraite de la société d'État québécoise, en 1968.
L'affaire prend une tournure imprévue lorsque Saint-Pierre se porte candidat libéral dans la circonscription de Verchères lors de l'élection québécoise d'avril 1970. Élu, il est nommé ministre de l'Éducation dans le gouvernement de Robert Bourassa. Le départ de Saint-Pierre, puis de René Cayer forcent à deux changements de nom: d'abord nommée Rousseau, Saint-Pierre et Associés, l'entreprise devient Rousseau, Cayer, Sauvé et Warren, pour s'appeler finalement Rousseau, Sauvé, Warren.
RSW est donc fondée par Rousseau, en compagnie de deux anciens collègues d'Hydro-Québec:Gilles G. Sauvé et J. C. Roger Warren. L'entreprise est mandatée dès l'automne 1970 afin d'étudier la faisabilité du projet d'aménagement de La Grande Rivière. Le rapport de la firme, préparé sous la direction de Rousseau, a convaincu la direction d'Hydro-Québec et le gouvernement de Robert Bourassa d'aménager un gigantesque complexe hydroélectrique de 10 000 mégawatts sur le cours de ce fleuve isolé du Nord-du-Québec. Par la suite, RSW a été mandatée pour réaliser l'ingénierie détaillée de la centrale La Grande-2 (5 616 mégawatts), principale installation du complexe.
Au cours de son histoire, la firme a réalisé plus de 4 000 projets dans 50 pays. Elle se spécialise dans « l'ingénierie et la gestion de projets appliquées aux secteurs de l'énergie, des industries, des infrastructures urbaines, du bâtiment, de l'environnement, du transport, des mines et des télécommunications». Elle compte 550 employés dans ses bureaux de Montréal, Québec, Vancouver (Canada), Noida (Inde), Alger (Algérie), Hanoï (Vietnam), à Malte et au Costa Rica.